# Svart cirkel
Svart cirkel är en svensk skräckfilm som hade premiär i Sverige den 23 augusti 2019. Filmen är regisserad av Adrián García Bogliano, som även skrivit manus.

## Handling
Filmen handlar om två systrar vars liv förändras fullständigt efter det att de lyssnat på en gammal vinylskiva från 1970-talet.

## Rollista (i urval)
| - Christina Lindberg – Lena - Félice Jankell – Celeste - Erica Midfjäll – Isa - Hanna Midfjäll – Isas eteriska dubbelgångare - Hanna Asp – Selma | - Johan Palm – Victor - Hans Sandqvist – Mårten - Inger Nilsson – Sekreterare - Iwa Boman – Tora - Martin Rutegård – Pappa |